# Religieustraumasyndroom
Het religieustraumasyndroom (RTS) is volgens ontwikkelingspsycholoog en publicist Marlene Winell een psychologische conditie van mensen die lijden onder de schade van religieuze indoctrinatie, en die worstelen met het verlaten van een autoritaire, dogmatische religie.
Mensen die lijden aan RTS ondergaan het verlies aan steun van een voorheen betekenisvolle religie en een sociale gemeenschap en levensstijl. Symptomen hiervan zijn te vergelijken met die van een posttraumatische-stressstoornis (PTSS). Net als bij PTSS is er onder andere sprake van langdurige klachten van opdringerige gedachten, negatieve emoties en verminderd sociaal functioneren.
De geestelijke letsels bij RTS zijn tweevoudig:
1. De patiënt is door jarenlange beklemmende religieuze indoctrinatie beschadigd geraakt. Men heeft vaak aangeleerd om niet kritisch te denken, dogma's te accepteren en alles en iedereen van andere religies te wantrouwen. Een extra complicerende factor daarbij is dat men aangeleerd heeft om bij psychische problemen juist sterker op het eigen geloof te steunen of binnen de eigen geloofsgemeenschap hulp te zoeken, en seculiere hulpverlening te wantrouwen. In sommige gevallen is er binnen de religieuze opvoeding bovendien sprake geweest van lichamelijk, seksueel en/of geestelijk misbruik.
2. Het verlaten van een religie veroorzaakt een enorme stress, omdat iemands sociale netwerk uiteenvalt en hij of zij zich genoodzaakt voelt om een heel nieuw sociaal leven op te gaan bouwen.

Verschillende symptomen kunnen hierbij ervaren worden:
- cognitief: verwarring, matig vermogen tot kritisch denken, negatieve gedachten met betrekking tot het eigen kunnen, gebrek aan eigenwaarde, zwart-witdenken, perfectionisme, moeite met het maken van keuzes;
- emotioneel: depressie, angst, woede, rouw/verdriet, eenzaamheid, moeite plezier te ervaren, verlies van betekenis;
- sociaal: verlies van het sociale netwerk, scheiding van familie, sociale moeite, seksuele beperking, achterstand in sociale ontwikkeling (vermogen vrienden te maken, acceptatie van eigen lichaam, zelfredzaamheid, voorbereiding op arbeidsmarkt);
- cultureel: onbekend zijn met de seculiere samenleving, 'vreemde eend in de bijt'-gevoel, moeite erbij te horen.

## Behandeling
Mensen met een religieustraumasyndroom zoeken niet vaak hulp hiervoor; veel vaker komt een religieus trauma aan het licht in de loop van een psychotherapeutische behandeling. Een reden daarvan kan gezocht worden in het feit dat religieuze en spirituele waarden die de patiënt in de opvoeding meegekregen heeft, negatief staan ten opzichte van psychotherapie. Daardoor heeft een patiënt vaak weerstand tegen het idee dat de psychische klachten afkomstig zouden kunnen zijn van doorgemaakte religieuze indoctrinatie. Een effectieve behandeling kan bestaan uit individuele psychotherapie, gevolgd door groepstherapie, waarbij het gunstig blijkt te zijn als de therapiegroep tamelijk heterogeen is.